# 上海县志

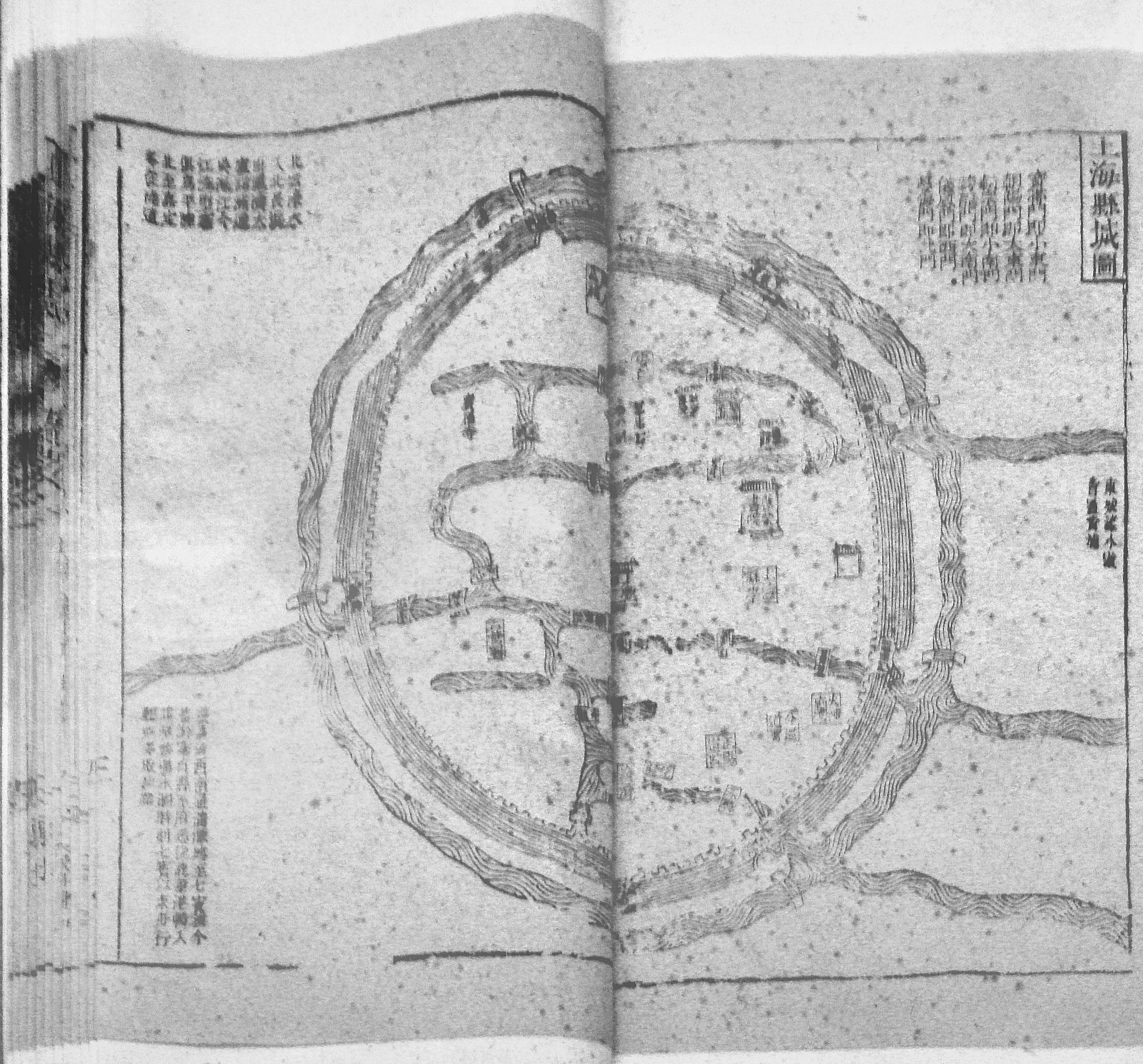
上海县志中的上海老城厢地图

上海县志是專門講述上海歷史的地方志。上海县志重修過多次。 
上海县志於明朝洪武年間（1370年）開始修撰，不過當時的上海县志未能流傳下來。弘治（1504年）、嘉靖（1524年由鄭洛書修撰）、萬曆年間（1588年由顧成憲、黃體仁等修撰）的上海县志最終流傳下來，並且在康熙（1683年）、乾隆（1750年、1784年）、嘉慶（1814年）年間經歷了修訂，其中乾隆年間修訂了2次。
1866年，當時的上海道台應寶時下令編修同治上海縣志，並且聘請俞樾出任總編修，方宗誠參與修撰。該上海縣志於1871年正式刊行。後來光緒（1882年）年間和中華民國大陸時期（1936年）以及1993年（王孝儉主編）又修過上海縣志。